# Кита Нарикацу
Кита Нарикацу (яп. 北就勝, ? — 30 августа 1557) — самурайский полководец средневековой Японии периода Сэнгоку. Четвёртый сын Мори Хиромото. Младший единокровный брат Мори Мотонари.

## Биография
Нарикацу родился в провинции Аки, от служанки Мори Хиромото из рода Арита. Из-за низкого происхождения матери и повреждённую в детстве ногу, которая сделала его хромым на всю жизнь, его отдали в буддийский монастырь Дзёраку-дзи, в котором он стал настоятелем. Однако через некоторое время молодой монах вернулся в мир, стал приёмным сыном рода Кита, который был вассалом Мори, и, сменив свою родную фамилию «Мори» на «Кита», стал называться Кита Нарикацу.
Бездетный Нарикацу умер 30 августа 1557 года.